# Велимирович, Драголюб
Дра́голюб Велими́рович (серб. Драгољуб Велимировић; 12 мая 1942, Валево — 22 мая 2014, Белград) — сербский, ранее югославский, шахматист, гроссмейстер (1973), в том числе и по решению задач и этюдов (1984).
Успешно выступал в юношеских соревнованиях: чемпион Боснии и Герцеговины (1957 и 1958); в чемпионате Югославии 1960 — 2-е место. В чемпионатах Югославии (лучшие результаты): 1970 — 1-2-е, 1975 — 1-е, 1978 — 3-4-е, 1981 — 2-е, 1984 — 2-3-е места.
Победитель зональных турниров ФИДЕ: Праяди-Роша (1978) и Бечич (1981). Участник межзональных турниров: Рио-де-Жанейро (1979) — 13-14-е; Москва (1982) — 10-11-е; Сирак (1987) — 11-12-е места. В составе сборной команды Югославии участник нескольких чемпионатов Европы и ряда олимпиад
(1974—1990).
Лучшие результаты в международных турнирах: Винковци (1970) — 5-е; Скопье (1971) — 2-3-е; Врнячка Баня (1973) — 1-е; Вршац (1973) — 3-5-е; Биелина (1973) — 2-3-е; Рейкьявик (1974) — 3-4-е (с Д. Бронштейном); Нови-Сад (1976) — 2-е; Осиек (1978) — 3-4-е; Смедеревска-Паланка (1979) — 2-е; Борово (1980) — 2-3-е; Земун (1980) — 1-2-е; Баня-Лука (1981 и 1985) — 3-4-е; Винковци (1982) — 3-5-е; Титоград (1984) — 1-е; Вршац (1985 и 1987) — 1-е и 1-2-е места.

## Изменения рейтинга
| Графики недоступны из-за технических проблем. См. информацию на Фабрикаторе и на mediawiki.org. |